# 수단의 로마 가톨릭 교구 목록
수단의 로마 가톨릭 교구는 1개 관구에 1개 관구장좌 대교구와 1개 일반교구로 구성된다

## 교구

### 하르툼 관구(Province of Khartoum)
- 하르툼 대교구(Archdiocese of Khartoum)
  - 엘 오베이드 교구(Diocese of El Obeid)